# Ивашин, Алексей Фёдорович
Алексей Фёдорович Ивашин (1915, Симбирск — 1960, Куйбышев) — советский шахматист, кандидат в мастера спорта (1941).

## Биография
Чемпион Ульяновска 1929 г.
Семикратный чемпион Куйбышева (с 1940 по 1951 гг.), многократный чемпион Средневолжского края и Куйбышевской области.
Участник полуфинала чемпионата СССР (1945 г.).
Серебряный призер чемпионата РСФСР 1947 г.
Серебряный призер всесоюзного турнира кандидатов в мастера спорта 1946 г.
Активный участник заочных соревнований. Дважды играл в чемпионатах СССР по переписке. Победил во всесоюзном турнире кандидатов в мастера спорта (1946—1947 гг.; впереди будущих мастеров Э. Б. Эстрина, В. А. Люблинского, А. М. Гильмана, Н. Г. Головко), первом заочном турнире после окончания Великой Отечественной войны.
Представитель известной шахматной семьи. Старший брат Н. Ф. Ивашиной, участницы чемпионата СССР 1937 г. и неоднократного призёра женских чемпионатов РСФСР. Победитель матч-турнира трех семей (турнира, организованного ВЦСПС в 1935 г.). Показал абсолютно лучший результат среди всех участников соревнования, команда Ивашиных с большим отрывом заняла 1 место.

Также известен благодаря тренерской работе. Часто занимался дома с молодыми перспективными куйбышевскими шахматистами. Среди учеников — международный гроссмейстер Л. А. Полугаевский.
«Долгие годы дом Ивашиных был открыт для куйбышевских шахматистов. Мы собирались там чуть ли не ежедневно, много играли, анализировали, щедро обменивались идеями и столь же щедро повергали в небытие предлагаемые новинки. При этом одним из самых авторитетных аналитиков считался у нас хозяин квартиры, Алексей Ивашин, по существу мой первый тренер, которому я многим обязан».
По свидетельству Л. А. Полугаевского, идея системы в сицилианской защите, известной ныне как вариант Полугаевского, впервые обсуждалась им и Ю. Г. Шапошниковым во время занятий с Ивашиным.
В последние годы жизни работал директором филиала машиностроительного техникума. Скончался после тяжелой болезни.

## Стиль
Тяготел к острой, комбинационной игре. Характеризуя выступление Ивашина во всесоюзном турнире кмс, гроссмейстер Болеславский отмечал, что основным недостатком его характера являлось «отсутствие выдержки». Также Болеславский обращал внимание на имевшиеся у Ивашина проблемы с ведением позиционной борьбы, а также с техникой эндшпиля.

## Спортивные результаты
| Год                       | Город                                         | Соревнование                                     | + | − | =  | Результат | Место                |
| ------------------------- | --------------------------------------------- | ------------------------------------------------ | - | - | -- | --------- | -------------------- |
| 1929                      | Ульяновск                                     | Чемпионат Ульяновска                             |   |   |    |           | 1                    |
| 1934                      |                                               | Чемпионат Средневолжского края                   |   |   |    |           | 1                    |
| 1935                      | Баку                                          | Матч-турнир трех семей                           | 3 | 0 | 1  | 3½ из 4   | 1 в командном зачете |
| 1940                      | Куйбышев                                      | Чемпионат Куйбышева                              |   |   |    |           | 1                    |
|                           | Куйбышев                                      | Чемпионат Куйбышевской области                   |   |   |    |           | 1                    |
| 1942                      | Куйбышев                                      | Турнир советских шахматистов                     | 4 | 7 | 0  | 4 из 11   | 9                    |
|                           | Куйбышев                                      | Показательный турнир с участием А. А. Лилиенталя |   |   |    |           | 2                    |
| 1945                      | Киев                                          | Полуфинал 14-го чемпионата СССР                  | 1 | 4 | 9  | 5½ из 14  | 9—10                 |
| 1946                      | Свердловск                                    | Всесоюзный турнир кандидатов в мастера спорта    | 7 | 2 | 5  | 9½ из 14  | 2—4                  |
| 1947                      | Куйбышев                                      | Чемпионат РСФСР                                  | 7 | 1 | 5  | 9½ из 13  | 2—3                  |
|                           | Ярославль                                     | Турнир сильнейших кмс РСФСР                      |   |   |    |           | [ 17 ]               |
| 1951                      | Куйбышев                                      | Чемпионат Куйбышева                              |   |   |    |           | 1                    |
| 1956                      | Ростов-на-Дону                                | Командное первенство РСФСР                       |   |   |    |           |                      |
| СОРЕВНОВАНИЯ ПО ПЕРЕПИСКЕ |                                               |                                                  |   |   |    |           |                      |
| 1940—1941                 | Чемпионат СССР                                | Чемпионат СССР                                   |   |   |    |           | [ 18 ]               |
| 1946—1947                 | Всесоюзный турнир кандидатов в мастера спорта | Всесоюзный турнир кандидатов в мастера спорта    | 5 | 1 | 10 | 10 из 16  | 1                    |
| 1948—1951                 | 1-й чемпионат СССР                            | 1-й чемпионат СССР                               | 3 | 7 | 5  | 5½ из 15  | 12—13                |